# Ruth Rendell
Ruth Barbara Rendell (Londres, Inglaterra, 17 de febrero de 1930-ibid., 2 de mayo de 2015) fue una de las autoras británica de novela negra más conocidas del siglo XX. Sus obras, especialmente la serie protagonizada por el inspector Wexford, han sido adaptadas en varias ocasiones para el cine y la televisión.

## Biografía
Rendell comenzó a trabajar como periodista antes de iniciar su carrera de escritora en 1964. En su primera novela, publicada ese mismo año, aparece por primera vez uno de sus personajes más populares, el inspector Wexford. Rendell publicó 24 novelas de lo que se conoce como las "Wexford novels". Todas ellas ambientadas en la ciudad ficticia inglesa de Kingsmarkham.
Además de la serie Wexford, Rendell escribió más de 30 novelas negras y numerosos cuentos de misterio, convirtiéndose así en una de las escritoras más prolíficas de la literatura de intriga y misterio británica.La gran calidad literaria de sus obras la hicieron merecedora de premios como las Dagas de Plata, Oro y Diamante Cartier, de la Crime Writers Association,tres premios Edgar Allan Poe, de la Asociación de escritores de misterio de Estados Unidos; el National Book Award, en 1980, o el premio literario del Sunday Times en 1990.
Ruth Barbara Grasemann (su nombre de soltera) dividió su producción literaria entre los libros que firmaba con su nombre de casada (Ruth Rendell),  novelas policiacas, que muchas veces protagonizaba el inspector Wexford, y aquellas de tramas más retorcidas, donde exploraba la psicología criminal, publicadas a partir de 1986 y firmadas bajo el seudónimo de Barbara Vine
En 1996 fue nombrada Comendadora de la Orden del Imperio Británico, y en 1997 baronesa y miembro de la Cámara de los Lores por el gobierno Laborista, desde donde impulsó causas de corte progresista, como la ley contra la mutilación genital femenina, aprobada en 2003.

## Obra
Es característico de su técnica literaria el uso del intertexto, de clásicos incuestionables de la literatura inglesa y universal para crear a partir de ellos nuevos argumentos. Por ejemplo, en Carne trémula (1986) utiliza elementos de Crimen y castigo de Dostoyevski; La casa de las escaleras (1988) tiene como una de sus principales líneas argumentales la intriga de Las alas de la paloma de Henry James. Emplea también fragmentos de El gran Gatsby de F. Scott Fitzgerald, "Mariana in the South" de Tennyson y de Safo; otro ejemplo sería el de la novela No More Dying Then, del inspector Wexford, que se basa en el soneto 146 de Shakespeare.
La obra de Rendell ha sido adaptada en varias ocasiones, destacando en formato televisivo las intrigas protagonizadas por el inspector Wexford, interpretado por George Baker, bajo el título de Ruth Rendell Mysteries (1987-2000), y las versiones cinematográficas a cargo de Pedro Almodovar (Carne Trémula), Claude Chabrol (La ceremonia, La dama de honor) o Claude Miller (Alias Betty).

## Legado
En 2016 fue creado el Premio Ruth Rendell por el National Literacy Trust. Se concede a autores cuyo trabajo ha inspirado a los niños y mejorado su alfabetización.
Entre los ganadores de este premio se encuentran:
- Karl Nova (2020)
- Tom Palmer (2019)
- Cressida Cowell (2017/2018)
- Andy McNab (2016)

## Publicaciones

### Serie Inspector Wexford
1. From Doon with Death, 1964, (Dedicatoria mortal).
2. A New Lease of Death, 1967, (Falsa identidad).
3. Wolf to the Slaughter, 1967, (Camino del matadero).
4. The Best Man to Die, 1969, (Un cadáver para la boda).
5. A Guilty Thing Surprised, 1970, (En la oscuridad del bosqueLos hilos del azar)
6. No More Dying Then, 1971, (No más muertes).
7. Murder Being Once Done, 1972, (Después del asesinato).
8. Some Lie and Some Die, 1973, (Algunos mienten, otros mueren).
9. Shake Hands Forever, 1975, (Eterna despedida).
10. A Sleeping Life, 1979, (Una vida durmiente).
11. Put on by Cunning, 1981, (El juego de los astutos).
12. The Speaker of Mandarin, 1983, (Un cuento chino).
13. An Unkindness of Ravens 1985, (La crueldad de los cuervos).
14. The Veiled One, 1988, (El rostro velado).
15. Kissing the Gunner's Daughter, 1991, (Un beso para mi asesino).
16. Simisola, 1994, (Simisola).
17. Road Rage, 1997, (Carretera de odio).
18. Harm Done, 1999, (El daño está hecho).
19. The Babes in the Wood, 2002,  (Perdidos en la noche).
20. End in Tears (2005).
21. Not in the Flesh (2007).
22. The Monster in the Box (2009).
23. The Vault (2011).
24. No Man's Nightingale (2013).

### Otras novelas de la autora
- To Fear a Painted Devil,1965, (La estampa del diablo).
- Vanity Dies Hard, 1965, (El precio de la vanidad ).
- The Secret House of Death, 1968 (La casa secreta de la muerte).
- One Across, Two Down, 1971, (Uno horizontal, dos vertical).
- The Face of Trespass, 1974, (El rostro de la traición).
- A Demon in My View, 1976, (Me parecía un demonio).[12]
- A Judgement in Stone, 1977, (La mujer de piedra).
- Make Death Love Me, 1979, (Morir de pie).
- The Lake of Darkness,1980, (El lago de las tinieblas).
- Master of the Moor, 1982, (El señor del páramo).
- The Killing Doll, 1984, (La muñeca asesina).
- The Tree of Hands,1984, (El árbol de manos).
- Live Flesh', 1986, (Carne trémula).
- Talking to Strange Men,1987, (Hablando con extraños).
- The Bridesmaid, 1989, (Amores que matan).
- Going Wrong, 1990, (Un simple fallo)
- The Crocodile Bird, 1993, (El pájaro del cocodrilo)
- The Keys to the Street, 1996, (Las llaves de la calle).
- A Sight for Sore Eyes, 1998, (Deseo criminal).
- Adam and Eve and Pinch Me, 2001 (Obsesión).
- The Rottweiler (2000).
- Thirteen Steps Down, 2004, (Trece escalones).
- The Water's Lovely, 2006, (El agua está espléndida).
- Portobello (2008).
- Tigerlily's Orchids (2010).
- The Saint Zita Society, 2012, (El club de Hexam Place).
- The Girl Next Door  (2014).
- Dark Corners (2015).

### Novelas cortas
- El fruto del estramonio (Thornapple) (1982)[13]
- Piedras como corazones (Heartstones) (1987)
- The Thief (2006)

### Firmadas como Barbara Vine
- Inocencia singular (A Dark-Adapted Eye,1986)
- El largo verano (A Fatal Inversion, 1987)
- La casa de las escaleras (The House of Stairs, 1988)
- El fiel vasallo (Gallowglass, 1990)
- La alfombra del rey Salomón (King Solomon's Carpet, 1991)
- El diario de Asta (Asta's Book, 1993). Título en Estados Unidos: Anna's Book.
- Larga es la noche (No Night Is Too Long,1994)
- Bodas de azufre (The Brimstone Wedding,1995)
- La mariposa negra (The Chimney-sweeper's Boy,1998)
- Saltamontes (Grasshopper, 2000)
- Escrito en la sangre (The Blood Doctor, 2002)
- El Minotauro (The Minotaur, 2005)
- The Birthday Present (2008)
- The Child's Child (2012)

### Colecciones de relatos cortos
- La planta carnívora y otros relatos (The Fallen Curtain, 1976)
- La senda de la maldad y otros relatos (Means of Evil and Other Stories,1979) (cinco relatos del Inspector Wexford)
- El árbol de la malaria y otros relatos (The Fever Tree, 1982)
- Su nueva amiga (The New Girlfriend and Other Stories) (1985)
- The Copper Peacock (1991)
- Linaje de sangre (Blood Lines, 1995)
- El azar de la tragedia (Piranha to Scurfy, 2000)
- Collected Short Stories, Volume 1 (2006)
- Collected Short Stories, Volume 2 (2008)
- Una pizca de locura (A Spot of Folly, 2017)

### Historias cortas
- In the Time of His Prosperity* (como Barbara Vine)

### No ficción
- Ruth Rendell's Suffolk (1989).
- Undermining the Central Line: giving government back to the people (con Colin Ward, 1989), panfleto político.
- The Reason Why: An Anthology of the Murderous Mind (1995).

Libros infantiles
- Archie & Archie (2013).